# Francisco Gil de Araújo
Francisco Gil de Araújo foi capitão donatário da Capitania do Espírito Santo, entre 1674 e 1687, na colônia portuguesa do Brasil.
Durante a Guerra da Restauração, recebeu o posto de capitão de couraças pela mão Dom Fernando Mascarenhas Conde da Torre.
Em 1674, adquiriu a Capitania do Espírito Santo a Antônio Luís Gonçalves da Câmara Coutinho, herdeiro de Vasco Fernandes Coutinho, pelo valor de 40 mil cruzados.
Sua administração foi marcada por um reerguimento da capitania, aí tendo permanecido de 1678 a 1682. Durante a sua administração concluiu-se a construção do Forte de Nossa Senhora do Carmo, reedificou-se o Forte de São João e edificou-se o Forte de São Francisco Xavier de Piratininga, na vila do Espírito Santo (atual Vila Velha), para proteger a entrada da baía de Vitória.
Em 1687, com o falecimento de Francisco Gil Araújo, Manuel Garcia Pimentel, seu filho, sucedeu-o na donataria após confirmação da herança por carta datada de dezembro de 1687. Este, no entanto, nunca chegou a visitar as terras capixabas.